# Saint-Christophe (Italia)
Saint-Christophe (pron. fr. AFI: [sɛ̃ kʁistɔf]  - Sèn-Crétoublo in patois valdostano) è un comune italiano di 3 427 abitanti della Valle d'Aosta.

## Geografia fisica

### Territorio
È situato all'adret della valle della Dora Baltea, a ridosso dell'agglomerazione del capoluogo regionale, Aosta, del quale le località Grand-Chemin, Croix-Noire e Grande-Charrière costituiscono la zona commerciale.
Nella località Les Îles si situa l'aeroporto regionale della Valle d'Aosta.
- Classificazione sismica: zona 3.

### Clima
Essendo situato all'adret della valle, il comune gode di buona insolazione anche d'inverno. Temperature e precipitazioni sono paragonabili a quelle del capoluogo Aosta, immediatamente confinante.

## Storia

### Simboli
Lo stemma e il gonfalone sono stati concessi con decreto del presidente della Repubblica del 24 settembre 1968.
Il gonfalone è un drappo di rosso.

## Monumenti e luoghi d'interesse

### Architetture militari
- Castello Passerin d'Entrèves

### Architetture religiose
- Chiesa parrocchiale di San-Cristoforo;
- Cappella di Veynes, dedicata a Saint Roch;
- Cappella di Sorreley, dedicata a Saint Gothard;
- Cappella di Senin, dedicata a Saint Michel e a Sainte Barbe;
- Cappella di Parléaz, dedicata a Sainte Marguerite e a Saint Bernard;
- Cappella di Nicolin, dedicata a Sainte Anne

### Architetture civili
L'ex casa e fattoria che furono della famiglia Roullet in località Chef-Lieu oggi ospita il complesso culturale-amministrativo del comune: hanno qui sede il municipio e la biblioteca. Il complesso è stato acquistato dall'amministrazione comunale dai Roullet e dopo il restauro durato dal 1985 al 1988, è entrato in uso nel 1996.

### Aree naturali
- Riserva naturale Tzatelet

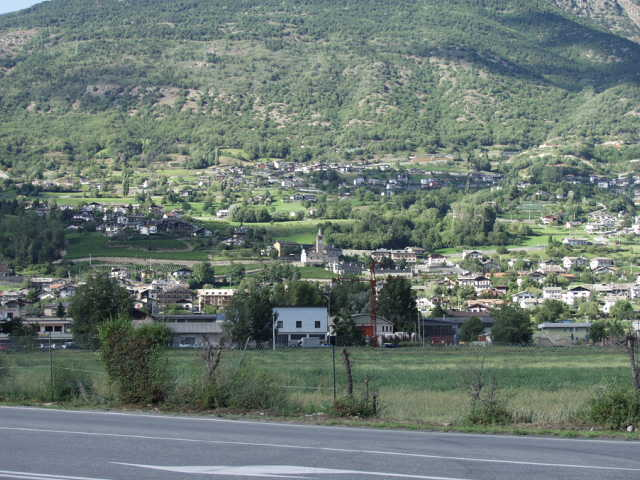
Vista d'insieme dalla SS26
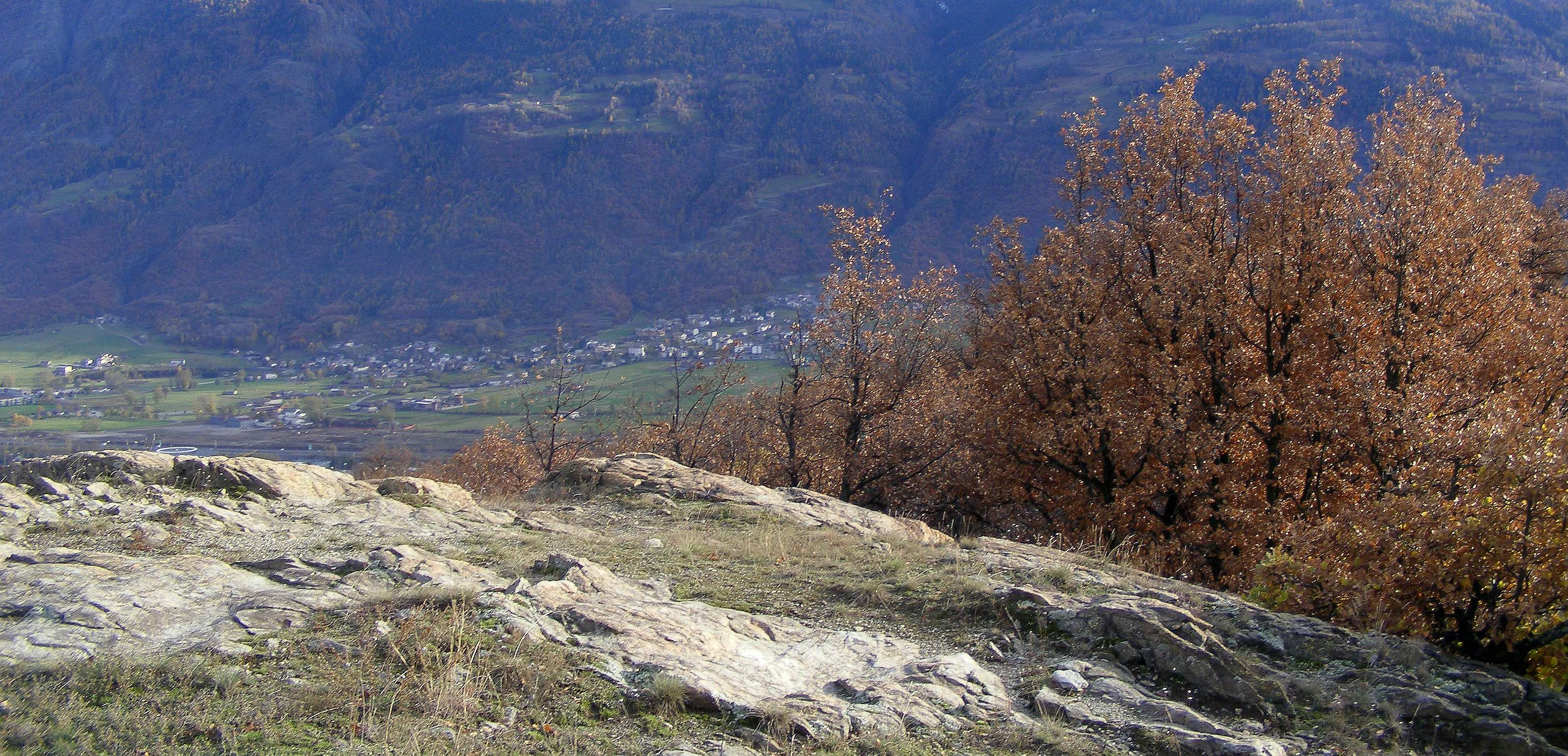
Riserva naturale Tzatelet
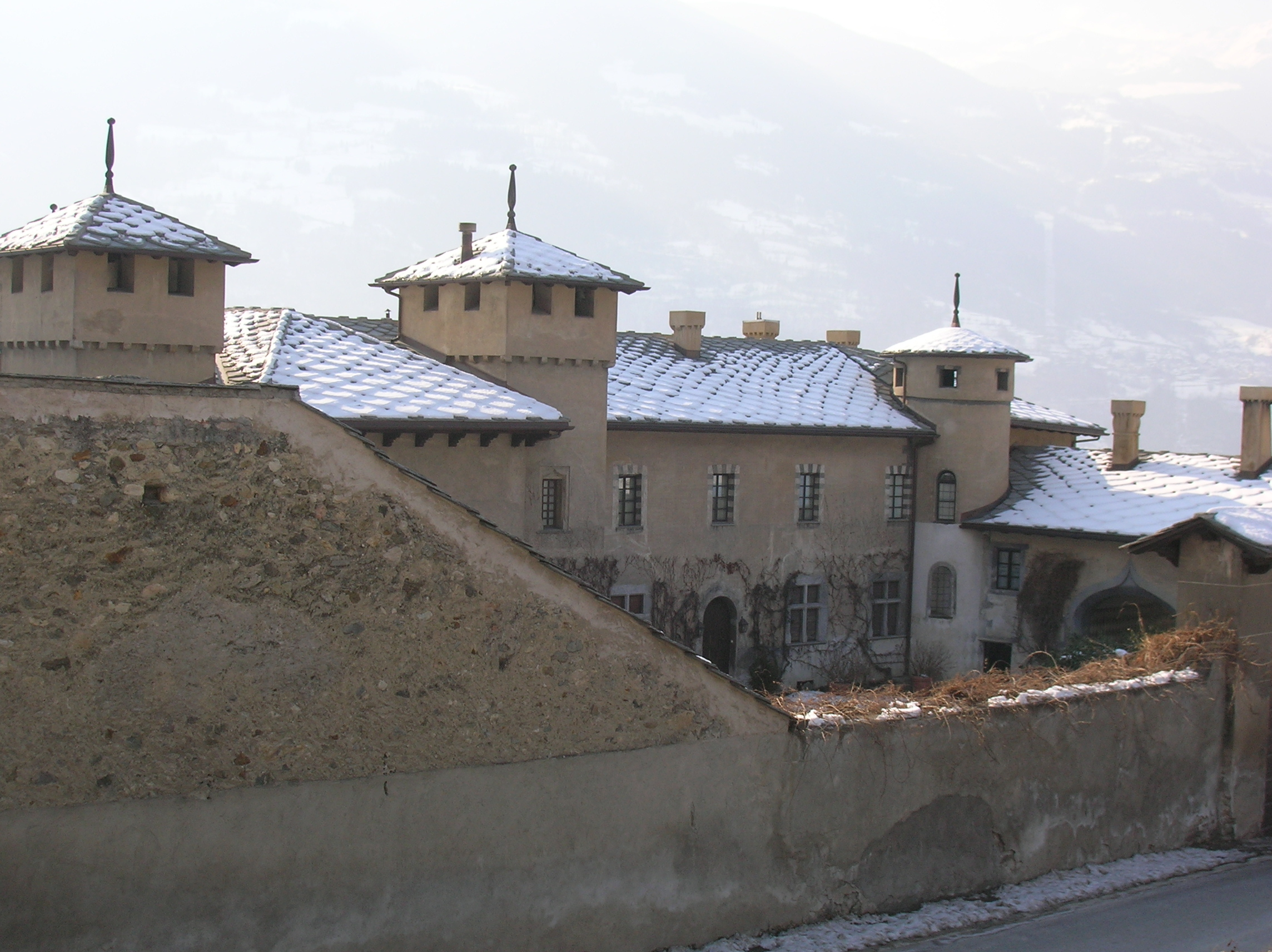
Il Castello Passerin d'Entrèves

## Società

### Evoluzione demografica
Abitanti censiti

### Lingue e dialetti
Come nel resto della regione, anche in questo comune è diffuso il patois valdostano.

## Cultura

### Biblioteche
In Località Chef-Lieu 4 ha sede la biblioteca comunale e l'auditorium comunale.

### Eventi

#### Il carnevale di Sorreley
Chiamato Carnaval de Chouelèy in patois valdostano, carnevale tipico tradizionale del villaggio di Sorreley.

## Amministrazione
Fa parte dell'Unité des Communes valdôtaines Mont-Émilius.

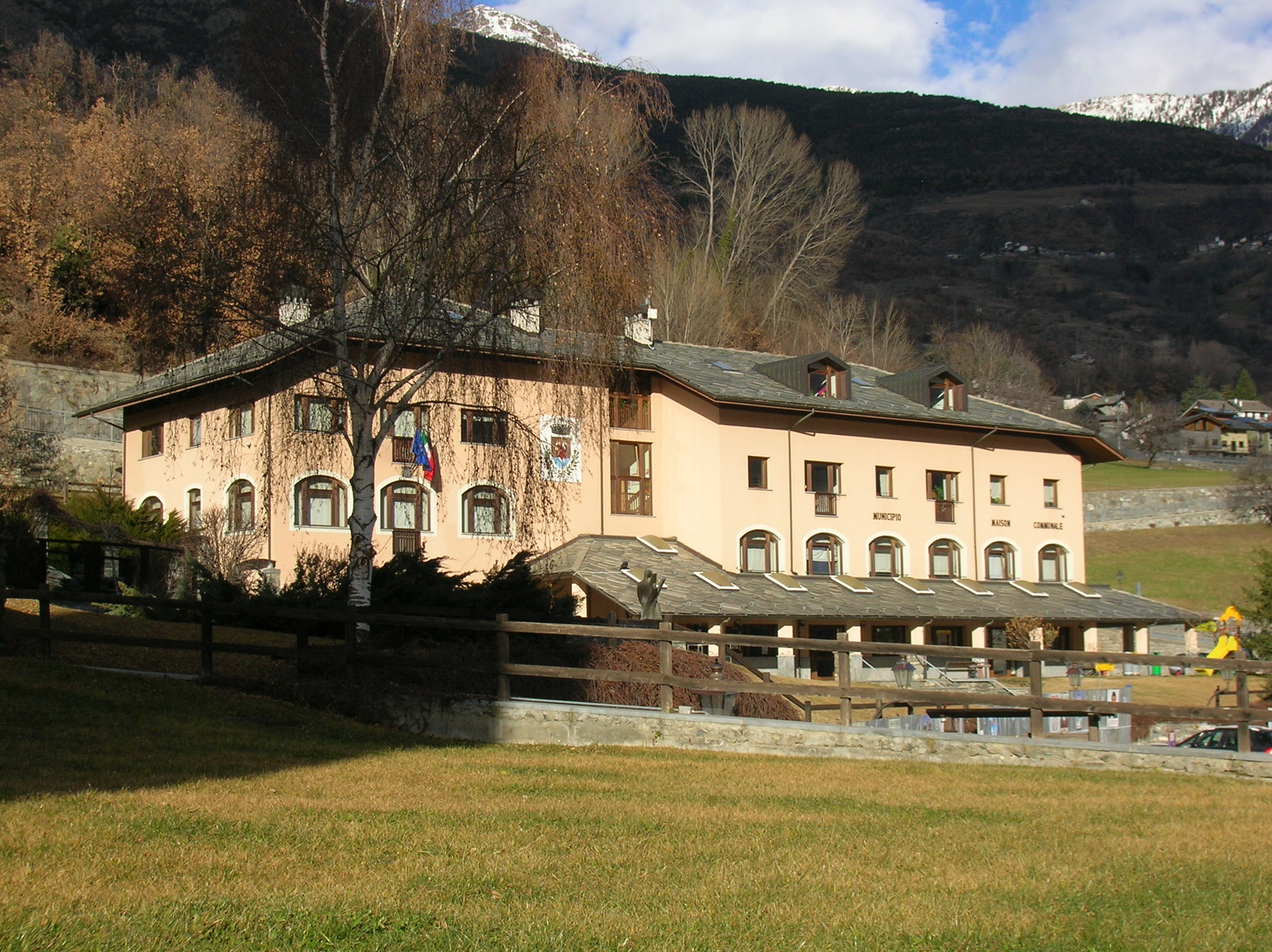
Il municipio (in francese, Maison communale)

Di seguito è presentata una tabella relativa alle amministrazioni che si sono succedute in questo comune.
| Periodo        | Periodo        | Primo cittadino   | Partito          | Carica  | Note   |
| -------------- | -------------- | ----------------- | ---------------- | ------- | ------ |
| 19 giugno 1985 | 30 maggio 1990 | Augusto Bionaz    | Union Valdôtaine | Sindaco | [ 10 ] |
| 30 maggio 1990 | 29 giugno 1993 | Augusto Bionaz    | Union Valdôtaine | Sindaco | [ 10 ] |
| 29 giugno 1993 | 29 maggio 1995 | Ezio Pasquettaz   | Union Valdôtaine | Sindaco | [ 10 ] |
| 29 maggio 1995 | 8 maggio 2000  | Paolo Cheney      | Union Valdôtaine | Sindaco | [ 10 ] |
| 8 maggio 2000  | 9 maggio 2005  | Paolo Cheney      | lista civica     | Sindaco | [ 10 ] |
| 9 maggio 2005  | 19 marzo 2008  | Augusto Bionaz    | lista civica     | Sindaco | [ 10 ] |
| 19 marzo 2008  | 24 maggio 2010 | François Désandré | lista civica     | Sindaco | [ 10 ] |
| 24 maggio 2010 | 11 maggio 2015 | Paolo Cheney      | lista civica     | Sindaco | [ 10 ] |
| 11 maggio 2015 | in carica      | Paolo Cheney      | lista civica     | Sindaco | [ 10 ] |

### Gemellaggi
- Bellegarde-sur-Valserine

## Sport
Saint-Christophe è l'unico comune valdostano in cui si praticano tutti e quattro gli sport tradizionali valdostani: il fiolet, il palet, lo tsan e la rebatta.
La squadra di calcio locale è stata il Saint-Christophe Vallée d'Aoste.